# Las-Vegas-Algorithmus
Ein Las-Vegas-Algorithmus ist ein randomisierter Algorithmus, der immer ein korrektes Ergebnis liefert, wenn er terminiert. Der Begriff wurde 1979 von László Babai im Zusammenhang mit Graphenisomorphie als eine Variante von Monte-Carlo-Algorithmen eingeführt.
Es gibt zwei Definitionen für Las-Vegas-Algorithmen und ihre Zeitkomplexität:
- Wenn die Zufallsbits nur Einfluss auf die Vorgehensweise des Algorithmus haben, liefert der Las-Vegas-Algorithmus immer ein korrektes Ergebnis, wenn er terminiert.
Die Zeitkomplexität ist in diesem Fall abhängig von einer Zufallsvariable. Ein bekanntes Beispiel ist der Random-Quicksort-Algorithmus, der sein Pivotelement zufällig wählt, dessen Ausgabe aber immer sortiert ist.
- Wenn das Ergebnis der Berechnung eines Algorithmus mit einer Wahrscheinlichkeit {\displaystyle \geq {\frac {1}{2}}} korrekt ist und der Algorithmus zugleich mit einer Wahrscheinlichkeit {\displaystyle \leq {\frac {1}{2}}} kein Ergebnis liefert, dann ist es ein Las-Vegas-Algorithmus.[3]

## Beispiel
Der folgende Algorithmus liefert garantiert den Index, dessen Arrayelement den Wert 1 annimmt, falls es den Wert 1 gibt.
```
// Las-Vegas-Algorithmus

repeat
:

    
k
 
=
 
RandInt
(
n
)

    
if
 
A
[
k
]
 
==
 
1
,

        
return
 
k
;

```